# Superman: Che cosa è successo all'uomo del domani?
Che cosa è successo all'uomo del domani? (Whatever Happened to the Man of Tomorrow?) è una storia a fumetti scritta da Alan Moore, disegnata da Curt Swan, e inchiostrata da George Pérez e Kurt Schaffenberger. La storia è stata originariamente pubblicata in due parti: inizia in Superman n. 423 e finisce in Action Comics n. 583. In Italia è nota anche come L'ultima avventura di Superman.
È l'ultima storia di Superman scritta da Alan Moore. L'autore inglese racconta un'immaginaria storia finale del Superman della Silver Age, dopo che l'epoca del multiverso era stata chiusa con Crisi sulle Terre infinite, e prima della moderna introduzione del personaggio di Superman ad opera di John Byrne, su The Man of Steel e Superman (vol. 2).
Questa storia è ritenuta una delle più belle sul personaggio di Superman: il pubblico e la critica infatti spesso la inseriscono fra i più indimenticabili fumetti mai pubblicati.

## Trama
Disegnata da Curt Swan e George Pérez, la storia si apre nel futuro, di fronte alla statua che è stata eretta nel parco di Metropolis in memoria dell'eroe scomparso, caduto in battaglia nella sua ultima lotta.
In occasione del decennale della scomparsa, il Daily Planet manda il giovane giornalista Tim Crane ad intervistare Lois Lane, che vive con il marito Jordan Elliot e un figlio neonato, per avere maggiori informazioni su quei momenti finali, sia perché una dei pochi testimoni oculari sopravvissuti, sia per il suo passato legame con Superman. L'eroe aveva svolto esperimenti nello spazio per il governo e al suo ritorno aveva trovato la città devastata dalla follia omicida di Bizzarro che, deciso più che mai a essere il perfetto clone imperfetto del kryptoniano, aveva distrutto mondo bizarro (il suo pianeta natale), fatto una strage sulla Terra e secondo la sua "logica inversa", dato che Superman è vivo lui si suicida con le radiazioni della kryptonite blu (che ha su di lui lo stesso effetto che quella verde ha sui kryptoniani).
Da quel momento in poi Moore, che aveva già scritto altre avventure (come Per l'uomo che aveva tutto, con Dave Gibbons), spinge sempre più sull'acceleratore, facendo precipitare la situazione. Prima il Burlone e il Giocattolaio scoprono l'identità segreta di Superman, dopo aver torturato a morte Pete Ross, e la rivelano in diretta televisiva, quindi una moltitudine di robot dalle fattezze del supercriminale Metallo iniziano ad attaccare il Daily Planet. Superman, a quel punto, dopo aver sventato la minaccia decide di proteggere innanzitutto i suoi amici, portandoli nella Fortezza della solitudine al Polo Nord.
Nel frattempo in città imperversava l'Uomo di kryptonite, con un nuovo cuore di kryptonite verde, ignaro però della partenza di Superman: a questo punto, sulla sua astronave, giunge Brainiac, che lo preleva per portarlo con sé alla Fortezza di Superman. Brainiac, alcune ore prima, si era impossessato del corpo di Lex Luthor, il più grande nemico dell'eroe kryptoniano, e, ritenendosi ormai forte abbastanza, si dirige con l'Uomo di Kryptonite verso la Fortezza.
Qui, in un'atmosfera di tensione palpabile, i rifugiati hanno la gradita visita di una delegazione della Legione dei Super-Eroi, capitanata da Brainiac 5, che portano al Clark un omaggio che si rivelerà fondamentale nella risoluzione della vicenda.
È questo che Jordan Elliot, il marito di Lois, dice al giovane giornalista venuto ad intervistare la moglie poco prima che quest'ultima inizi a raccontare la fase finale: Luthor-Brainiac e il suo sgherro giungono sul posto, dove a loro si unisce la Legione dei Supercriminali. Brainiac dà inizio alle danze: alza un campo di forza per impedire l'entrata di altri eroi dall'esterno, mentre i suoi alleati iniziano l'offensiva contro la Fortezza. Quello che forse non hanno previsto è l'intervento di Jimmy e Lana, che decidono di ripagare l'Uomo d'Acciaio per tutte le volte che lui li ha salvati, salvandolo ora da quella che sembra una morte certa: Jimmy diventa il Ragazzo Elastico bevendo una particolare pozione, invece Lana si immerge in una pozza che sembra emanare radiazioni e i due, in sgargianti costumi, affrontano il gruppo di nemici di Superman. Questa sortita, però, porta solo alla loro morte e al ritardo dell'attacco finale.
Mentre l'Uomo di Kryptonite viene distrutto da Krypto, il cane di Superman, che paga con la vita questa nobile azione, Kal-El si sbarazza facilmente del resto della combriccola (la Legione fugge perché Superman, infuriato per la morte di Lana e Jimmy, è per la prima volta intenzionato ad uccidere dei nemici. Lex Luthor poco prima aveva supplicato Lana di ucciderlo e, senza il suo corpo a supportarlo, Brainiac si disattiva), per poi comprendere che, in realtà, il vero avversario, quello che può veramente essere considerato il suo più pericoloso avversario, è lo strano folletto della quinta dimensione che porta il nome di Mister Mxyzptlk.
Quando Grant Morrison farà scontrare la sua Justice League con la Quinta Dimensione, il folletto-nemico della storia avrà, sia graficamente, ma soprattutto narrativamente, molto a dipendere dal Mxyzptlk di Moore, Swan e Pérez. Egli, infatti, non è più il buffo nanetto che spesso ha tormentato l'Uomo d'Acciaio con scherzi strani e più fastidiosi che pericolosi: è anzi più alto e più imponente, dai lineamenti molto più reali e inquietanti e molto diversi da quelli caricaturali tipici del personaggio, e prima di sferrare il suo attacco finale, rivela il suo reale aspetto: un gigantesco demone viola circondato da una forte aura energetica.
Mxyzptlk, comunque, in questa storia si rivela un essere onnipotente ed eterno, che, mosso dalla noia, decide di iniziare un nuovo periodo della sua vita uccidendo proprio il più grande tra tutti gli eroi, ovvero Superman, per poi dedicarsi nei prossimi millenni al male, almeno finché non si sarà nuovamente annoiato. Ma Superman trova la soluzione: anni prima, infatti, aveva praticamente condannato a morte un trio di spietati kryptoniani, rinchiudendoli nella cosiddetta Zona Fantasma, e la statua consegnatagli da Brainiac 5 lo rappresenta proprio nell'atto di impugnare il proiettore che invia in tale zona le persone investite dal suo raggio. L'eroe capisce che si tratta di un indizio lasciatogli dai suoi amici del futuro per aiutarlo, quindi decide di utilizzare questo proiettore per imprigionare per sempre Mxyzptlk. Il mago della Quinta Dimensione, compreso il pericolo, cerca di rientrare nel suo mondo, ma viene letteralmente spaccato a metà a causa del fatto che una parte del suo corpo viene investita dal raggio del proiettore durante il teletrasporto.
Superman però, che non ritiene giusto arrogarsi il diritto di uccidere, a quel punto si autogiudica e si infligge una terribile condanna: entra nella stanza contenente la kryptonite dorata che lo priva dei suoi poteri, esce poi da un passaggio segreto e viene dato per morto a causa delle terribili condizioni ambientali; alla fine gli unici sopravvissuti sono Perry White, la moglie Alice e proprio Lois Lane.
Dieci anni dopo, Lois finisce la sua intervista e saluta il giovane giornalista e mentre si dirige con il marito verso la stanza da letto alcuni indizi ci fanno rendere conto di cosa sia successo a Superman: il nome del marito (che ha un aspetto vagamente familiare malgrado un lieve sovrappeso e un po' di grigio nei baffi e nei capelli) è JORdan ELliot; il bambino si chiama Johnny (diminutivo di Jonathan) e stringendo fra le mani un pezzo di carbone caduto dal caminetto ne ricava un piccolo diamante.